# Lovrencsics Balázs
Lovrencsics Balázs (Szolnok, 1991. augusztus 30. –) magyar labdarúgó, a Soroksár csatára.

## Pályafutása
A Soroksár SC színeiben a 2016–2017-es NB II-es szezon végén 23 találattal gólkirályi címet szerzett. Játékával lengyel élvonalbeli klubok figyelmét is felkeltette, de a felkészülést a 2017–2018-as szezonra a Ferencvárossal kezdte meg.
A Ferencváros színeiben a 2017–18-as szezonban 15 bajnoki mérkőzésen egyszer volt eredményes. A következő idény első felében egy tétmérkőzésen kapott csak játéklehetőséget, így 2019 januárjában a másodosztályú Győri ETO-hoz igazolt. A 2018-2019-es idényben nyolc, a koronavírus-járvány miatt félbeszakított 2019-2020-as idényben pedig négy gólt szerzett a csapat színeiben. 2020 nyarán visszatért Soroksárra.

## Családja
Bátyja, Gergő szintén labdarúgó, az NB I-es Ferencvárosi TC szélsője.

## Sikerei, díjai

### Klubcsapatokkal
Soroksár SC
- NB III
  - bajnok: 2013–2014
- NB II
  - gólkirály: 2016–2017 (23 gól)

 Ferencvárosi TC
- Magyar bajnokság
  - Magyar bajnok: 2019[7]
  - ezüstérmes: 2018

## Statisztika

### Klubcsapatokban
Az alábbi táblázatban csak a bajnoki mérkőzések szerepelnek 
(2022. május 22-i állapot szerint).
| Szezon  | Csapat      | Meccs | Gól | Bajnokság |
| ------- | ----------- | ----- | --- | --------- |
| 2009–10 | Vác FC      | 9     | 0   | NB II     |
| 2011–12 | Vác FC      | 7     | 1   | NB II     |
| 2013–14 | Soroksár    | 29    | 21  | NB III    |
| 2014–15 | Soroksár    | 28    | 13  | NB II     |
| 2015–16 | Soroksár    | 1     | 0   | NB II     |
| 2016–17 | Soroksár    | 34    | 22  | NB II     |
| 2017–18 | Ferencváros | 15    | 1   | NB I      |
| 2018–19 | Győri ETO   | 17    | 8   | NB II     |
| 2019–20 | Győri ETO   | 15    | 4   | NB II     |
| 2020–21 | Soroksár    | 32    | 14  | NB II     |
| 2021–22 | Soroksár    | 37    | 12  | NB II     |